# 阿比林 (堪萨斯州)
阿比林（英語：Abilene）是美国堪薩斯州迪金森县的县治所在地，位于堪薩斯城以西约262公里处。2020年時人口統計为6,460人。 